# Верхний Балыгычан
Верхний Балыгычан — посёлок в Омсукчанском муниципальном округе Магаданской области России.

## География
Высота посёлка над уровнем моря — 761 метр.
Протяженность границ посёлка:
- с севера на юг — 1 км 457 м
- с запада на восток — 1 км 313 м

Основная улица — Центральная.
Основные реки: Балыгычан и её притоки — река О-кей, ручей Шумный.

## Население
| 2002 | 2010 | 2013 | 2014 | 2015 | 2016 | 2017 |
| ---- | ---- | ---- | ---- | ---- | ---- | ---- |
| 179  | ↘4   | ↘0   | →0   | →0   | →0   | →0   |
| 2018 | 2019 | 2021 |      |      |      |      |
| ↗2   | ↘0   | ↗2   |      |      |      |      |

Население — 2 чел. (2021).

## История
Решением Магаданского облисполкома № 228 от 28 мая 1964 года Буркотский сельский Совет Омсукчанского района переименован в Верхне-Балыгычанский сельский Совет депутатов трудящихся Омсукчанского района с центром в селе Верхний Балыгычан.
Бывший центр упразднённого Верхнебалыгычанского сельского поселения. В 2017 году из бюджета Магаданской области выделено 50 млн рублей на расселение жителей посёлков Атка, Верхний Балыгычан и Галимый.